# Non Serviam (musikgrupp)
Non Serviam är ett svenskt black metal-band startat 1995 under namnet Carnack. 1996 bytte bandet namn inspirerad av det grekiska bandet Rotting Christ's andra album Non Serviam.

## Medlemmar
Senaste kända medlemmar
- Chrille Tyr (Christian Andersson) – basgitarr, trummor, keyboard, sång (1996– )
- Daniel Andersson – gitarr (1996– )
- Rille Amon (Rikard Nilsson) – sång (1996– )
- Anders Nyander – gitarr (1999– )

Tidigare medlemmar
- Magnus Emilsson – trummor (1996–1998)
- Johannes Andersson – gitarr (1996–1997)

## Diskografi
Demo
- 1996 – Between Light and Darkness
- 1997 – The Witches Sabbath
- 1997 – The Second Vision

Studioalbum
- 1997 – Between Light and Darkness (Invasion Records)
- 1998 – Necrotical (Invasion Records)

EP
- 2000 – Play God  (Aftermath Music)

Samlingsalbum
- 2000 – The Witches Sabbath